# Born to Be Wild
Born to Be Wild ist ein Lied der US-amerikanisch-kanadischen Rockband Steppenwolf. Es erschien im Jahr 1968 und fand unter anderem als Soundtrack zu Easy Rider Verwendung.

## Entstehung und Veröffentlichung
Getextet und komponiert wurde das Lied alleine von Dennis Edmonton (Mars Bonfire), dessen Bruder Schlagzeuger bei Steppenwolf war. Bonfire selbst verbrachte kurze Zeit mit John Kay als Mitglied in der Band Sparrows, der kanadischen Vorgängergruppe von Steppenwolf. Bonfire kam auf die Idee zum Lied, als er auf dem Hollywood Boulevard in Los Angeles ein Werbeplakat mit der Aufschrift „Born to Ride“ entdeckte. Es zeigte ein Motorrad, das wie aus einem Vulkan zu explodieren schien. Grundsätzlich war der Titel aber von den Fahrten mit seinem ersten eigenen Auto, einem Ford Falcon, inspiriert. Für die Produktion zeichnete Gabriel Mekler verantwortlich. Diese entstand im September 1967 in einem zum Tonstudio umgebauten Restaurant auf einem Acht-Spur-Tonbandgerät. Das Tonstudio hieß American Recording Co., lag in Calabasas (Los Angeles County) und gehörte Richard Podolor. Das Mastering der Aufnahme fand in den Bell Sound Recording Studios statt.
Die Erstveröffentlichung von Born to Be Wild erfolgte am 29. Januar 1968 bei ABC Dunhill, als Teil von Steppenwolfs selbstbetitelten Debütalbums (Katalognummer: DSX-50 029). Im Mai 1968 erschien das Lied als dritte Singleauskopplung aus dem Album. Diese erschien weltweit in verschiedenen Ausführungen, in Deutschland unter anderem als 7″-Single bei RCA Victor, mit der B-Seite Everybody’s Next One (Katalognummer: 45-15068). Um das Lied zu bewerben, erfolgte unter anderem ein Liveauftritt in der US-amerikanischen Musik-Tanz-Show American Bandstand am 4. Mai 1968.

## Inhalt und Stil

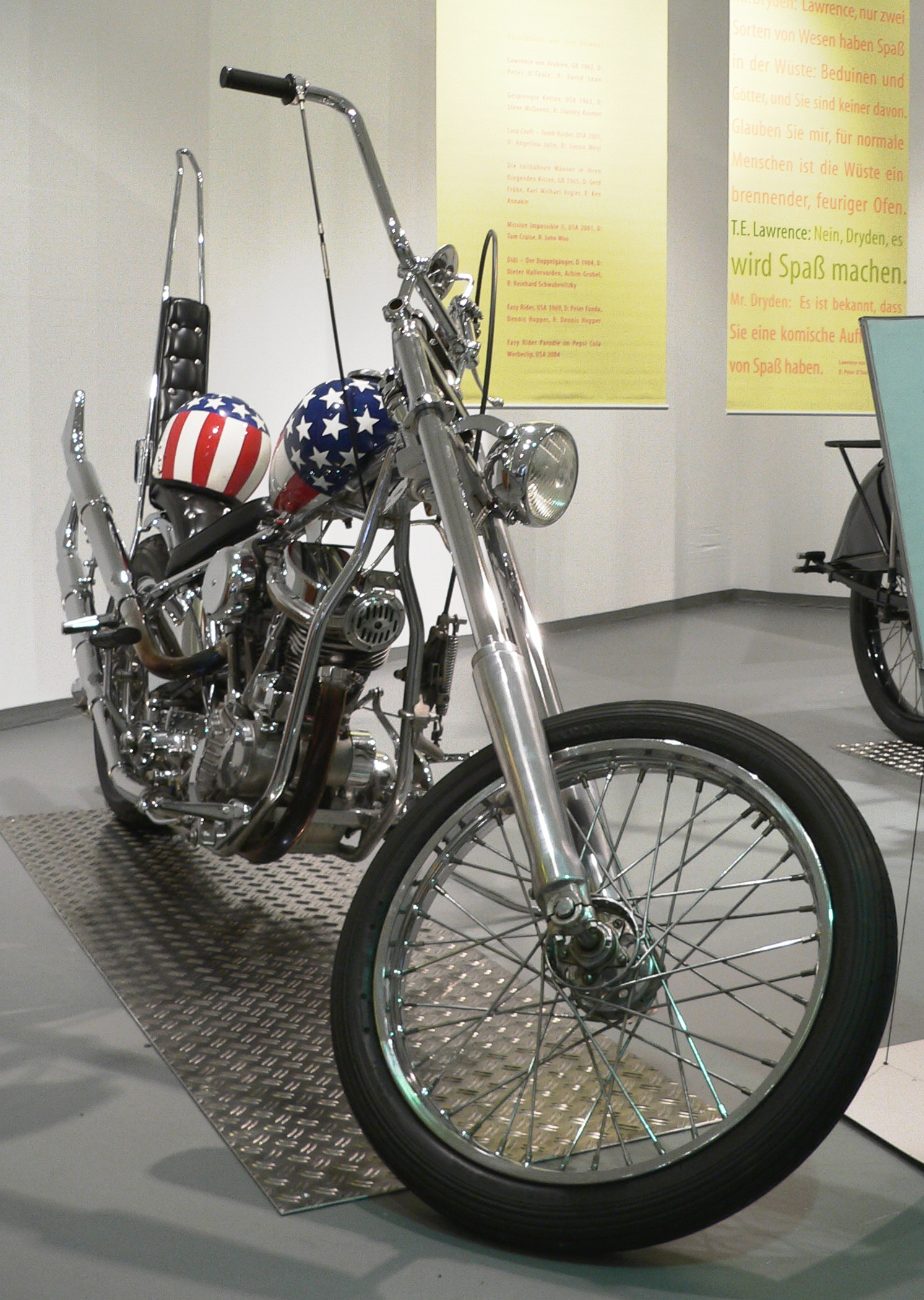
Nachbau des Captain-America-Motorrades aus Easy Rider im Deutschen Zweirad- und NSU-Museum in Neckarsulm

Charakteristisch ist die Fuzz-Gitarre (Fender Stratocaster) von Leadgitarrist Michael Monarch, die abwechselnd mit der von Goldy McJohn Goadsby gespielten Hammond-Orgel (B3) die Melodieführung übernimmt. Die Leadgitarre führte ein repetitives Fuzz-Riff vor, das die Melodie einprägsam gestaltete. Schlagzeuger Jerry Edmonton McCrohan reicherte das Stück mit Drumfills an, bereits im Intro rückt das Schlagzeug mit heftigen Beckenschlägen beim Downbeat in den Vordergrund. Der Text handelt vom Abenteuer mit dem Auto auf dem Highway und der Liebe des Protagonisten zum schweren metallenen Donner (englisch heavy metal thunder). Dieser bezieht sich auf das Fahren im Auto und nicht auf den Musikstil Heavy Metal. Den Begriff „Heavy Metal Boy“ prägte William S. Burroughs in der Nova-Trilogie The Soft Machine (1961).

## Filmmusik
Nach den Dreharbeiten zum Kultfilm Easy Rider zwischen Februar und Mai 1968 plante Filmproduzent Peter Fonda ursprünglich Crosby, Stills & Nash für den Soundtrack ein. Vorläufig jedoch wählte er zunächst die beiden Steppenwolf-Songs The Pusher und Born to Be Wild sowie 13 weitere Musikuntermalungen anderer Interpreten aus. Da jedoch die Steppenwolf-Songs thematisch sehr gut zum Roadmovie passten, blieben sie im Film erhalten. Born to Be Wild läuft zur Untermalung der Titelsequenz, als sich die beiden Motorradfahrer mit ihren Chopper-Motorrädern auf dem Weg nach New Orleans befanden und über die amerikanischen Highways fahren, auch über die Route 66. „Die Motorräder scheinen durch Steppenwolfs repetitive und harte Rhythmen, starke Basslinien und Klangfülle vorangetrieben zu werden“, erkannten die Filmkritiker. Der Film lief erstmals am 12. Mai 1969 auf dem Filmfestival von Cannes und feierte am 14. Juli 1969 in New York City sein Debüt, ein Jahr nach der Single-Veröffentlichung. Nicht zuletzt durch das Roadmovie avancierte Born to Be Wild zum größten Motorradsong der Musikgeschichte. Im Alltag wird er häufig mit Motorrad fahrenden Rockern assoziiert. Der Kultfilm und der inzwischen als Biker-Hymne geltende Song sind seither untrennbar verbunden und vielfach zitiert oder persifliert worden.

## Rezeption
Im Jahr 2004 setzte das Magazin Rolling Stone den Titel auf Platz 129 in der Liste der 500 besten Songs aller Zeiten. 2009 nahm VH1 ihn auf Platz 53 in der Liste der besten Rocksongs aller Zeiten auf.

## Kommerzieller Erfolg

### Chartplatzierungen
Während die ersten beiden Steppenwolf-Singleauskopplungen The Ostrich (Oktober 1967) und Sookie Sookie (Februar 1968) die Charts verfehlten, avancierte Born to Be Wild mit Rang zwei zum Top-10-Erfolg in den US-amerikanischen Billboard Hot 100. Es musste sich lediglich dem Nummer-eins-Hit People Got to Be Free (The Rascals) geschlagen geben.
| ChartsChartplatzierungen       | Höchstplatzierung | Wochen/ Monate |
| ------------------------------ | ----------------- | -------------- |
| Deutschland (GfK)              | 20 (1 Mt.)        | 1 Mt.          |
| Österreich (Ö3)                | 20 (1 Mt.)        | 1 Mt.          |
| Vereinigte Staaten (Billboard) | 2 (13 Wo.)        | 13 Wo.         |
| Vereinigtes Königreich (OCC)   | 30 (9 Wo.)        | 9 Wo.          |

| ChartsJahrescharts (1968)      | Platzierung |
| ------------------------------ | ----------- |
| Vereinigte Staaten (Billboard) | 31          |

### Auszeichnungen für Musikverkäufe
| Land/Region                  | Auszeichnungen für Musikverkäufe (Land/Region, Auszeichnung, Verkäufe) | Verkäufe  |
| ---------------------------- | ---------------------------------------------------------------------- | --------- |
| Dänemark (IFPI)              | Gold                                                                   | 45.000    |
| Deutschland (BVMI)           | Gold                                                                   | 300.000   |
| Italien (FIMI)               | Gold                                                                   | 25.000    |
| Neuseeland (RMNZ)            | Platin                                                                 | 30.000    |
| Spanien (Promusicae)         | Platin                                                                 | 60.000    |
| Vereinigte Staaten (RIAA)    | Gold                                                                   | 1.000.000 |
| Vereinigtes Königreich (BPI) | Platin                                                                 | 600.000   |
| Insgesamt                    | 4× Gold · 3× Platin ·                                                  | 2.060.000 |

## Coverversionen
Es gibt mindestens 66 Coverversionen. Darunter befindet sich ein Instrumental von den Ventures (Januar 1969), vokal folgten insbesondere Wilson Pickett (Februar 1969), Slade (März 1972), Blue Öyster Cult (LP On Your Feet or on Your Knees; Februar 1975), The Cult (April 1987), Kim Wilde (Oktober 2002), Status Quo (November 2003) oder Kermit der Frosch (Ozzy Osbourne und Miss Piggy, LP Kermit Unpigged; September 1994). In der Musikkomödie Leningrad Cowboys Go America des Regisseurs Aki Kaurismäki von 1989 spielen die Leningrad Cowboys den Song in einer Biker-Bar namens Joe's Place in Houston, Texas.